# 小行星13489
小行星13489（13489 Dmitrienko）是一颗绕太阳运转的小行星，为主小行星带小行星。该小行星于1982年10月发现。

## 轨道参数
小行星13489的轨道半长轴为3.0127521 UA，离心率为0.116。